# Gul inkalilje
Gul inkalilje (Alstroemeria aurea) er en staude med en opstigende vækst. Blomsterne har hver guldgule kronblade. Arten bruges som prydplante i haver og parker.

## Kendetegn
Gul inkalilje er en staude med en opstigende vækst. Skuddene er hårløse og runde i tværsnit. Bladene er spredt stillede, elliptiske og hele med vredet bladstilk, buede bladribber og hel bladrand. Begge bladsider er hårløse og lysegrønne. Blomstringen foregår i juni-juli, hvor man finder blomsterne få sammen i små stande ved skudspidserne. De enkelte blomster er 3-tallige og énsymmetriske. Kronbladene er guldgule. Frugterne er kapsler med mange frø.
Rodsystemet består af tykke, dybtgående hovedrødder med et svagt forgrenet sæt af tynde siderødder.
Gul inkalilje når en højde på 75 cm og en bredde på ca. 50 cm.

## Hjemsted
Gul inkalilje har sin naturlige udbredelse i Argentina og Chile, og arten er forvildet (og ukrudtsagtig) i England, Australien og Newzealand. Arten hører hjemme i lysåbne skove, krat og græsområder med fugtig , men veldrænet jord. I de argentinske departementer Futaleufú og Languiñeo, som ligger i den nordvestlige del af provinsen Chubut findes subantarktiske, løvfældende skove. Her er arten dominerende sammen med en anden sydbøgeart, antarktisk sydbøg (Nothofagus antarctica), og her findes den sammen med bl.a. Acaena argentea og Acaena ovalifolia (begge er arter af slægten tornnød), andesceder, Berberis microphylla (en art af berberis), chilejordbær, Chiliotrichum diffusum, Chusquea culeou, darwinberberis, Elymus andinus (en art af kvik), fru heibergs hår, Galium hypocarpium og Galium richardianum (begge er arter af slægten snerre), glat ærenpris, Hierochloe redolens (en art af festgræs), hvid eskallonia, Hydrocotyle chamaemorus (en art af frøbid), krybende kambregne, Lathyrus magellanicus (en art af fladbælg), lenga, Luzula chilensis (en art af frytle), magellankorsrod, magellannellikerod, Maytenus boaria og Maytenus chubutensis (begge er arter af en slægt i Ananas-familien), Ribes cucullatum og Ribes magellanicum (begge er arter af Ribs-slægten), Schinus patagonicus (en art af pebertræ), Senecio filaginoides og Senecio neaei (begge er arter af slægten brandbæger), Sisyrinchium patagonicum (en art af slægten blåøje), Solidago chilensis (en art af slægten gyldenris), trefliget gummipude, Vicia magellanica (en art af slægten vikke) og Viola maculata (en art af slægten viol).

## Galleri
|  |  |  |
|  |  |  |